# Josef Rotnágl
Josef Rotnágl (20. listopadu 1875 Těšany – 2. prosince 1958 Praha) ,byl český a československý slovakofil, politik a poslanec Revolučního národního shromáždění. Angažoval se jako komunální politik v Praze.

## Biografie
Vystudoval technickou vysokou školu. Byl předsedou Klubu akademiků brněnských a předsedal sjezdům moravského studentstva.
Už koncem 19. století působil v řadách slovakofilské české inteligence. Byl stoupencem teorie jednotného československého národa. Podílel se na tzv. luhačovických poradách (setkání českých a slovenských představitelů v Luhačovicích v době před první světovou válkou) a předsedal jim.
Zasedal v Revolučním národním shromáždění. Ač Čech, zasedal v parlamentu v klubu slovenských poslanců. Profesí byl vrchním zemským inženýrem.
Byl členem České státoprávní demokracie, respektive z ní vzniklé Československé národní demokracie. Když v roce 1922 vznikla Velká Praha, prosadili národní demokraté zachování částečné samosprávy pro obvod původní Prahy (tedy bez připojených předměstských obcí, správně pražské obvody 1-7) v podobě Místního výboru pro Prahu I-VII. Rotnágl byl starostou tohoto výboru takřka po celou dobu první republiky, když po volbách v květnu 1938 jej nahradil národní socialista František Červinka.
V roce 1992 mu byl in memoriam udělen Řád Tomáše Garrigua Masaryka.